# 甲鉄城のカバネリ
『甲鉄城のカバネリ』（こうてつじょうのカバネリ、Kabaneri of the Iron Fortress）は、WIT STUDIO制作の日本のテレビアニメ。2016年4月より6月までフジテレビ『ノイタミナ』枠にて放送された。キャッチコピーは「死んでも生きろ」「貫け、鋼の心を」。

## 概要
アニメスタジオ「WIT STUDIO」によるオリジナル作品。監督は『ギルティクラウン』などの荒木哲郎が務め、シリーズ構成・脚本は『コードギアス 反逆のルルーシュ』などの大河内一楼、音楽は『機動戦士ガンダムUC』などの澤野弘之、キャラクター原案は『超時空要塞マクロス』などの美樹本晴彦がそれぞれ担当する。
2014年11月17日の「ノイタミナプロジェクト発表会2015」にて制作が発表され、テレビ放送に先駆け特別先行版『甲鉄城のカバネリ 序章』（こうてつじょうのカバネリ じょしょう）が2016年3月18日より1週間限定で劇場公開された。上映時間は68分。
物語は蒸気機関が発達した極東の島国・日ノ本（ひのもと）を舞台に、装甲蒸気機関車・甲鉄城に乗る人々と、不死の怪物・カバネとの戦いを描く。「スチームパンク」「時代劇」「バトルアクション」「ゾンビ」「ロードムービー」といった要素が込められている。鉄道要素については映画『スノーピアサー』の影響を受けている。
制作テーマについて、荒木は「自分たちが最も得意なこと（アクション作画・シビアでハードな作品）をやる」「負け犬がみんなを見返す（リベンジする）ドラマにする」「最新鋭の尖ったものよりも、王道を行く普遍的な作品を作る」などと語っている。また、『ガンダム Gのレコンギスタ』の総監督である富野由悠季と一緒に仕事をして影響を受けたとも語っている。「映画バブル」「ギルティクラウン」を手掛けた荒木哲郎監督が「普遍的」と評する美樹本キャラクターの作画には、メイクアップ専門のスタッフが参加している。
本作品にて主人公である生駒を演じた畠中祐と、ヒロインの無名を演じた千本木彩花は放送後の2019年12月29日に結婚を発表した。

## あらすじ
噛んだ人間をウイルス感染させ同族に変える怪物・カバネに覆い尽くされた世界。極東の島国・日ノ本では、駅と呼ばれる砦を駿城という装甲蒸気機関車で往来するというカバネから隔離された堅牢なインフラを整備することで生活が保たれていた。
製鉄および蒸気機関生産の行われる顕金駅では、かつてカバネによって妹を殺された少年・生駒が、独自の対カバネ武器・ツラヌキ筒やカバネウイルスの脳への侵食を止める器具など、カバネに対抗すべく独自に研究を行っていた。ある日、不思議な少女・無名を乗せた駿城の一つ・甲鉄城が、将軍家のある幕府最大の要害・金剛郭に向かう途中立ち寄ってくる。同日、カバネに乗っ取られた別の駿城が突入し、顕金駅は放棄されることとなる。そんな中、生駒はカバネに対抗するも噛まれ、自作の器具を用いてウイルス侵食を止めるも、体はカバネながらも理性と人格を保った存在・カバネリと化する。
当主を含めた多くの犠牲の果てに、駅の住民は甲鉄城に避難する。生駒は自身の身に起きた変化にショックを受けながらも、同じカバネリであった無名とともに彼らに同行し、カバネからの脱出行が始まった。道中、ワザトリや黒煙りなどのカバネ襲撃を経て生駒と無名は皆に受け入れられるようになる。
磐戸駅で美馬率いる狩方衆と合流し、美馬との交渉により金剛郭に向かうまで甲鉄城を克城と連結し行動することになる。しかし、狩方衆による行動に生駒や菖蒲をはじめとした甲鉄城の人は不信感を募らせていく。美馬を慕っていた無名も、やがて美馬に騙されていたことに気付き、無名や甲鉄城の人間は美馬の計画のために狩方衆に捕えられる。そして、狩方衆による倒幕が始まった。

## 登場人物

### 甲鉄城一行

#### 主要人物
生駒（いこま）
声 - 畠中祐
本作の主人公。17歳。誕生日は2月28日。ぼさぼさの黄土色の髪が特徴的な少年。右にのみレンズの入った眼鏡をかけており、カバネに襲われ亡くなった妹・初音（はつね、声 - 深川芹亜）の形見として右手に初音と共に河原で見つけた緑の石を身につけている。
顕金駅で蒸気鍛冶師をしながら、密かに収集したカバネの死体を用いて研究を行い、独自の武器「ツラヌキ筒」やカバネのウイルス侵食を食い止める器具を開発し、カバネに対抗する手段を模索していた。のちに顕金駅がカバネに襲撃された際、カバネに噛まれるも先述の器具を用いて脳へのウイルス侵食を止めカバネリとなった。その際に黄土色だった髪の前髪の一部が白髪になった。
本編開始から5年前、かつて暮らしていた故郷の駅がカバネに襲撃された際にカバネに噛まれた妹を恐怖心から見捨てて逃亡し、カバネ化した瀕死状態の妹に自ら止めを刺したことがトラウマになっている。以来正義感が強く恐怖心と利己性を理性で抑え込む「誇れる自分」になることを誓っている。研究成果により攻防面でカバネへの対抗手段を確保したことでカバネリの耐久力を生かしてカバネに接近。至近距離からツラヌキ筒を撃つ捨て身の戦法でカバネと戦う。
カバネリ化後は無名と行動を共にしながら、事態を解決すべく彼女と共に金剛郭に向かうことを決意する。そして、無名の生い立ちと無名の本名が穂積（ほづみ）だと知り無名を人に戻すべくカバネの一掃とカバネに奪われた土地を取り返し再び稲作ができるようにするという目的を得る。
美馬に対しては、無名に「弱い奴は死ね」と教えたこと、そして冷酷な一面を見せたことなどから不信感を抱いている。その後、美馬が自分の理想実現のために磐戸駅を壊滅に追い込んだことから、倒すべき敵と認識する。克城に捕らえられるも、甲鉄城の仲間と共に反撃を開始。先頭車両に向かうが美馬の罠に嵌まってしまい、沙梁の銃撃で右腕を失い、逞生も美馬に殺害され、操られた無名に深手を負わされ克城から転落し、そのまま海に落ちていった。
浜辺に打ち上げられた所で目覚めるも全てを失った絶望から、一体のカバネに対してすら恐怖するようになり、廃船の陰に隠れるまでになってしまう。しかし偶然再会した来栖の言葉により再び奮起して無名を助けるために行動を開始する。その際にツラヌキ筒を失った右腕の義手にし、ウイルスの活性剤である黒血漿を打ち込み、「誇れる自分」になることを改めて誓った。そして、金剛郭で美馬と戦い、無名を元のカバネリに戻すことに成功した。しかし壮絶なる決戦の果てに力尽き、無名と駆けつけた来栖によって甲鉄城に運ばれる。遂に絶命したかと思われたが、決戦のさなかに美馬から白血漿を打たれていたことで再度の復活を遂げる。
劇場版『海門決戦』でも本編終盤同様、眼鏡を外した状態で登場。海門駅のカバネが統率されていることにいち早く気づき、北陸連合軍の面々に忠告したものの、逆にカバネとの繋がりを疑念され逆上。それ以前から身体及び精神に異常を来たしていたため、プレゼントを渡しに来た無名に襲い掛かり、自ら願い出て独房に入ることを決断する。鳴神作戦決行時には、自分の忠告を無視してカバネが現れた中で作戦を決行し、無名の命を危険に晒している連合軍への怒りが爆発。自らを繋いでいる鎖を破壊して、銅藍に苦しめられ窮地に陥っていた無名を救い出した。無名とは一悶着あったものの、最後は手編みの手袋をプレゼントされキスをした。
無名（むめい） / 穂積（ほづみ）
声 - 千本木彩花
本作のヒロイン。12歳。誕生日は10月20日。甲鉄城に乗って顕金駅を訪れたカバネリの少女。おかっぱ頭と小柄な体格が特徴。
「兄様」（あにさま）と呼び慕う美馬の命により金剛郭に向かう途中、顕金駅住民の脱出行を援護したことがきっかけとなり、生駒達と行動を共にし、甲鉄城をカバネから守る役割を担うこととなる。
高い身体能力と戦闘技術を兼ね備える。普段は首に枷紐を巻くことで力をセーブしており、枷紐を外すことで無傷で複数のカバネを蹂躙するほどの戦闘力を発揮するが、短時間で「呪い」が回り極度の疲労から嗜眠症に襲われる。
遊び好きで天真爛漫で世間知らずだが、歴戦を潜り抜けて来たゆえのシビアさを併せ持つ。他人との相互理解に無頓着であり、脱出行では一般住民の心情を慮ることをせず直截で無遠慮な言動や態度を取ったため、誤解や恐怖を招くこともあった。一方で強い意志を示し、後に自分と同じカバネリと化した生駒には興味を持ち、疲労による戦闘不能時の「生きた盾」として背中を預けることを決め、戦闘を通じて生駒と信頼関係を築いていく。ところが、美馬を慕うあまり、彼に不信感を抱く生駒と仲たがいをする。しかし、後に美馬の命令で磐戸駅の扉を開けたことで、磐戸駅を壊滅に追い込むきっかけを作ってしまい、生駒の言っていることが正しいと考え始め、美馬に騙されていたことにようやく気付いた。克城で反乱が起こった際に、美馬と決別し逃亡しようとするが、麻沸を打たれて自我を失ってしまう。そして、美馬により青白い液体を投与され、金剛郭で死んでいる死体を集め鵺と化し町を暴れまわるが、必死に呼びかける生駒に白血漿を撃たれ助けられた後、狂気と化した美馬に止めをさした。
かつては母（声 - 櫻井智）と共に暮していたが、2人をカバネと思い込んだ男に母を射殺され、自身も殺されかけた所を美馬に救出された。この際に美馬から「弱い奴は死ね」と教え込まれ、穂積という本名を捨て、無名と名乗るようになる。自ら美馬に志願して人工的にカバネリになり、狩方衆に加入した。その経緯もあり、カバネとカバネリに関してある程度の知識とカバネに対抗するための戦闘技術と体術を駆使している。
劇場版『海門決戦』では、鈴木の開発したライフルを主な武器として使用。海門駅に蔓延るカバネを生駒ら一行や北陸連合軍と共に駆逐。カバネの出処である地下通路を切り抜け、銅藍と対戦。絶体絶命の危機に陥ったが、生駒に救い出される。海門城の天守に着いた際には、駒井景之と直接対決して勝利を収めた。生駒とは一悶着あったものの、最後は手編みの手袋をプレゼントしてキスをした。
四方川菖蒲（よもがわ あやめ）
声 - 内田真礼
顕金駅を治める四方川家惣領（長女）。17歳。誕生日は6月6日。誠実で責任感が強いが、経験や指導力が不足している。弓道を習得しており、戦の際には蒸気弓を扱う。顕金駅がカバネに襲われたことで父を喪い、来栖たちのサポートを受けながら脱出行のリーダーとなる。
生駒とは彼がカバネリになる前に面識があり、彼の正しく在ろうとする意志に期待を秘めている。周囲に流されてしまう面もあるが、顕金駅脱出の際に自分達を守り抜いた生駒、無名に感謝し、恐怖に囚われる民衆の迫害から彼らを守るべく尽力する。生駒がワザトリを退治した後、自ら勝鬨を挙げた。
甲鉄城が狩方衆に占拠された後は、克城で客人扱いとして囚われの身となり、甲鉄城一行を護るために美馬に従い、金剛郭に引き入れてしまうが、甲鉄城奪還後、金剛郭の生き残りを連れて脱出を命令する。
劇場版『海門決戦』では、北陸連合軍の指揮を執っていた玄路が戦死した際に代わって指揮を担当。撤退しようとした虎落に「怯えて民草を守らぬ武士はカバネと変わらない」と説得して改心させ、海門駅を無事に守り抜くことにも成功して指揮官としての成長を見せた。
来栖（くるす）
声 - 増田俊樹
菖蒲の身辺警護を務める顕金駅の青年侍。17歳。誕生日は9月24日。侍としての誇りに溢れる実直な性格だが、頑固で融通が利かず生駒や無名にも厳しく接する。卓越した剣術の使い手であり、無名の戦闘を観察したことで、自らも心臓皮膜でコーティングした刀を武器にカバネを蹂躙する戦法を披露している。カバネリである生駒と無名を危険視しているが、身を挺して甲鉄城の道を開いた生駒とカバネと戦う無名には多少なりとも恩義を感じている。数々の騒動を経てカバネリである生駒と無名に対する態度は軟化した。菖蒲と話している際、赤面する場面が多々見られる。
菖蒲を護るために莊衛と共に克城から転落し、消息不明となっていたが二人とも生存していて、捕らえた莊衛と共に移動していた時、絶望の際にあった生駒と再会、冷たく去り際の言葉を突きつけるが、心では彼の再起を期待していて、やる気を取り戻した生駒と共に金剛郭にいる狩方衆と戦い、倒れている生駒と無名と共に甲鉄城に無事帰還を果たす。
劇場版『海門決戦』では、保線作業を行っている海門駅の民を吉備土らと共に援護した。その後、崩壊する海門城から脱出した生駒らがカバネに襲われかけたところを単身で救助した。また、生駒が独房に入った際には、「生駒の見えているものや考えている事は分からないが、生駒が本当の敵を見抜けなかった事は一度もない」と不安がる菖蒲に話し、生駒との強い信頼関係が築かれていることを示した。
逞生（たくみ）
声 - 梶裕貴
生駒の親友である蒸気鍛冶師の少年。17歳。誕生日は8月8日。小太りな体型が特徴で、無名からは「おデブ」と呼ばれている。無鉄砲な生駒に手を焼きながらも、密かに彼と共同でカバネの研究を行っていた。生駒がカバネリとなった時には驚きや戸惑いを覚えつつも、その後も彼を庇う姿勢を変えず終始生駒をサポートする立場を貫く。
克城反乱時には生駒と共に先頭車両に向かっていたが、美馬の罠にはまり、銃撃から生駒の盾になって致命傷を負う。生駒が克城から転落した際に、生駒が初音の緑の石を車内に落としていたのに気付き、それを拾い上げて絶命した。
劇場版『海門決戦』にも回想でのみ登場し、「人を怖がって、憎んで、その気持ちが抑えられなくなったのがカバネなのではないか」と生駒に説いていた。
鰍（かじか）
声 - 沖佳苗
蒸気鍛冶師の少女。15歳。誕生日は8月18日。優しく気配りに長けており、炊事や子守を買って出る家庭的な少女。明るい茶色の髪が特徴。
逞生と同じく生駒を支持していた1人。主に甲鉄城では他の女衆と共に炊事や子守を担当している。無名とは最初は近寄りがたい関係だったが、今では良き友人関係を築いている。
劇場版『海門決戦』でも小夜や一之進、小太郎の子守を担当。無名に対しては、生駒にプレゼントする手袋の編み方を教えるなど彼女と生駒の恋路をサポートしていた。
侑那（ゆきな）
声 - 伊瀬茉莉也
駿城運転士の少女。16歳。誕生日は1月26日。寡黙かつ冷静沈着な性格。緑色の目にピンク色の短髪が特徴。元は見習い運転士だったが、カバネの襲撃によって師を喪い、以降駿城（甲鉄城）の運転を担当する。
寡黙な性格とは裏腹に、菖蒲を庇うため自ら盾になったり、孤児になった子供の面倒を見たりと姉御肌で人情に厚い一面も見せる。また、巣刈相手には饒舌になる。
劇場版『海門決戦』では、融合群体となった駒井深雪が甲鉄城に襲い掛かった際、速度を上げて隧道にぶつけて急制動する計画を考案。巣刈の協力のもと計画通りに実行し、駒井深雪を見事に撃沈させた。
巣刈（すかり）
声 - 逢坂良太
蒸気鍛冶師の少年。15歳。誕生日は4月10日。安芸（あきの）国、逸谷（いつたに）駅出身。金髪に近い茶髪を後ろで結んでいる。皮肉屋で斜に構えた態度を取っているが、仕事に対しては真摯で責任感がある。
カバネリである生駒や無名に対して横暴な態度を取る、八代駅での作戦では重要な役を与えられても怯えている様子を見せない、狩方衆に寝返った芝居を打つなど肝が据わっている。
父親を亡くしたことを知らされず、帰らない父親を永遠に待っていた残酷な過去を持つ。侑那のことが好きでアプローチを繰り返すが軽くあしらわれている。
劇場版『海門決戦』では、生駒の感じた違和感を信じて統率されているカバネの出処をいち早く調査した。生駒が独房に入った以降も、雲母ら海門の民と協力してカバネの出処である地下通路を特定する活躍を見せた。その後も無名らと共に地下通路と海門城に潜入し、崩れ落ちる城からも脱出。融合群体となった駒井深雪が甲鉄城に襲い掛かった際も、制動距離を測りブレーキの合図を出す役割を担った。
吉備土（きびと）
声 - 佐藤健輔
顕金駅の青年侍。19歳。誕生日は6月24日。赤い甲冑と大柄な体躯、あごひげが特徴。来栖と共に菖蒲の護衛にあたる。最初は生駒に対し、カバネリに怯える周りを考慮して厳しい態度を取っていた。
物分かりの良い性格のため、来栖よりも早く彼の存在が自分たちにとって戦力になると見抜いた。以降は協力的になり、良き仲間となる。観察眼にも優れており、無名の戦い方を見て接近戦がカバネに有効であることを見抜き、来栖に接近戦に持ち込むよう伝えた。
劇場版『海門決戦』では、保線作業を行っている海門駅の民を来栖らと共に援護した。加えて、鈴木の開発したロケット砲を使って海門城への進入口を切り開いた。

#### その他の乗員
鈴木鍛左衛門（すずき たんざえもん）
声 - マックスウェル・パワーズ
英単語交じりの独特の話し方をする技巧頭。外国人のような金髪の巻き髪と割れ顎が特徴で、常に技巧師用のゴーグルを装着している。巣刈や侑那と甲鉄城メンテナンスについて話すためか一緒の事が多々ある。
日ノ本でも屈指の駿城や物作りの知識・腕前を持ち、成形炸薬弾の開発や四八式鎮守砲の調整を行い、カバネや融合群体に対抗できる武器を作り出した。
劇中には出てこないが、美人な奥さんと、同じく技巧師（エンジニア）の兄がいる。次回予告のナレーションも担当。
劇場版『海門決戦』では、新しい蒸気銃を開発したものの、無名以外は使いこなすことが難しいという評価を受けて残念がっていた。その他にロケット砲も開発した模様で、吉備土が使用した。
武士
仁助（にすけ）
声 - 佐藤拓也
顕金駅の武士で来栖の部下の一人。28歳。襟を立てた茶色の着物と、低い位置で結んだポニーテールが特徴。冷静な性格。
来栖や吉備土と共に甲鉄城にてカバネと戦う。菖蒲が堅将の短筒を直しに生駒達蒸気鍛冶師を訪ねた際、樵人と共に菖蒲に付き添う。
最終話では美馬との戦いから戻った無名達を、甲鉄城メンバーと共に笑顔で出迎えた。アニメの前日譚である小説「暁」では来栖の仲間として行動を共にしている。
劇場版『海門決戦』では、無名や巣刈らと共に海門城から海門駅に繋がっている地下通路の調査に出る。その後も生駒らと共に坑道を進み、負傷した樵人を連れて崩壊する海門城からの脱出に成功する。
樵人（しょうじん）
声 - 四宮豪
顕金駅の武士で来栖の部下の一人。26歳。茶色の着物に芥子色の腰巻、オールバックにした髪とあごひげが特徴。短気な性格。
来栖や吉備土と共に甲鉄城にてカバネと戦う。生駒と無名らカバネリへの血の提供者の一人として、鰍や逞生達と共に手を挙げた。
最終話では美馬との戦いから戻った無名達を、甲鉄城メンバーと共に笑顔で出迎えた。アニメの前日譚である小説「暁」では来栖の仲間として行動を共にしている。
劇場版『海門決戦』では、無名や巣刈らと共に海門城から海門駅に繋がっている地下通路の調査に出る。その後も生駒らと共に坑道を進んだが、景之によって狙撃され負傷したが、何とか生還した。
雅客（がかく）
声 - 大西弘祐
顕金駅の武士で来栖の部下の一人。23歳。襟を立てた着物に薄い黄土色のマントを羽織り、高い位置で結んだポニーテールが特徴。斜に構えがちな性格。
来栖や吉備土と共に甲鉄城にてカバネと戦う。生駒が改良した蒸気筒の試し撃ちを行い、これで自分たちでもカバネが倒せると生駒と話していた。七夕では生駒の話を聞き、自らも短冊に願い事を書いていた。
最終話では美馬との戦いから戻った無名達を、甲鉄城メンバーと共に笑顔で出迎えた。アニメの前日譚である小説「暁」では来栖の仲間として行動を共にしている。
劇場版『海門決戦』では、顔の下半分を隠した状態で登場。独房に入れられた生駒の生存確認や巣刈らが坑道に向かっていることを菖蒲に伝えた。
歩荷（ぼっか）
声 - 東龍一
顕金駅の武士で来栖の部下の一人。19歳。ハーフアップにした髪と赤い首巻きが特徴。
来栖や吉備土と共に甲鉄城にてカバネと戦う。八代駅にて融合群体が現れる直前、いち早くカバネの群れに気が付いた。七夕では生駒の話を聞き、自らも短冊に願い事を書いていた。
アニメの前日譚である小説「暁」では来栖の仲間として行動を共にしている。
劇場版『海門決戦』では、無名や巣刈らと共に海門城から海門駅に繋がっている地下通路の調査に出る。その後は、ただ1人坑道には向かわず、保線作業を行っている海門駅の民を来栖らと共に援護した。
服部（はとり）
声 - 村上裕哉
甲鉄城・艦橋にて見張りを務める武士。21歳。短いポニーテールと薄桃色のシャツが特徴。生真面目な性格。
カバネ化した堅将を一番に発見するも、来栖にはっきりと伝えられず、来栖が堅将の姿を直接確認した。その後も見張り役として活躍。最終話では美馬との戦いから戻った生駒と無名と来栖を発見して菖蒲に伝えた。
倉之助（くらのすけ）
声 - 鷄冠井美智子
顕金駅の武士。17歳。短いポニーテールに薄い水色の着物を着た年若い侍。
来栖や吉備土と共に甲鉄城にてカバネと戦う。甲鉄城がカバネに襲われた際に噛みつかれ、自らがカバネ化する前に火薬樽の前で自決袋を使い、周りのカバネを巻き込んで自決した。
子供
顕金駅から避難してきた甲鉄城の子供たち。鰍や無名の世話になっている。最終話では美馬との戦いから戻った無名達を、甲鉄城メンバーと共に笑顔で出迎えた。
一之進（いちのしん）
声 - 逢田梨香子
6歳の少年。
小太郎（こたろう）
声 - 川上彩
5歳の少年。
小夜（さよ）
声 - 池永麻希
3歳の少女。
二之介（にのすけ）
声 - 不明
赤ん坊。
下緒（さげお）
声 - 小堀友里絵
小柄の姉。強気な性格。弟の死に涙を流し、最終話では菖蒲に保護を求めに来た瓜生の頬に泣きながら平手を食らわせた。
小柄（こづか）
声 - 不明
下緒の弟。弱気な性格。磐戸駅でカバネに噛まれ、狩方衆によって殺されている。
六頭領
阿幸地（あこうじ）
声 - 遠藤大智
堅将に仕えていた六頭領のリーダー的存在。何かと菖蒲らに反発し、一時的に甲鉄城の指揮を執るが、カバネを侵入させて多くの犠牲者を出してしまう。
その後は改心し、倭文駅に着いた際は菖蒲に代わって甲鉄城のまとめ役を一任される、金剛郭の混乱の際は他の六頭領と共に避難民を誘導するなど活躍した。
最終話では美馬との戦いから戻った無名達を、甲鉄城メンバーと共に笑顔で出迎えている。
間瀬（ませ）
声 - 平井啓二
六頭領の一人。頭巾を被り、髭を生やした男。カバネリを敵視しており、避難民に嘘の情報を流して生駒と無名を襲わせた。その後も2人を追い払おうとするが、萬鬼と共にワザトリによって殺された。
萬鬼（ばんき）
声 - 拝真之介
六頭領の一人。アフロ頭で髭を生やした男。カバネリを敵視しており、生駒と無名を追い出そうとしていたが、間瀬と共にワザトリによって殺された。
修蔵（しゅうぞう）
声 - 大隈健太
六頭領の一人。顔に傷のある大柄な男。無名を子供と馬鹿にするも、一瞬で倒された。最終話では美馬との戦いから戻った無名達を、甲鉄城メンバーと共に笑顔で出迎えている。
天祐和尚（てんゆうおしょう）
声 - 坂本くんぺい
六頭領の一人。顕金駅から脱出した後、避難民の要求を受けて死者への供養を行った。他の六頭領の面々と異なり、唯一菖蒲らに反発はしなかった。
生松（いくまつ）
声 - 奥田寛章
六頭領の一人。
柄巻（つかまき）、矢作（やはぎ）
声 - 布施川一寛、篠原幸太郎、
甲鉄城を動かす侑那や逞生らをサポートしている蒸気鍛冶師たち。四八式鎮守砲の砲手も務める。柄巻は細目、矢作は眼鏡が特徴。
静（しずか）
声 - 川上彩
菖蒲の侍女。菖蒲の着替えや心身的なサポートをしていた。
鯖（さば）、鯛（たい）、秋刀魚（さんま）、穴子（あなご）、鯉（こい）
声 - 逢田梨香子、他
甲鉄城の炊事や子守を担当している女衆。鯖は当初事あるごとに無名らカバネリを非難していた。最終話では美馬との戦いから戻った無名達を、甲鉄城メンバーと共に笑顔で出迎えた。
箒（ほうき）、薬缶（やかん）、柄杓（ひしゃく）、束子（たわし）、如雨露（じょうろ）
声 - 布施川一寛、他
甲鉄城の避難民たち。間瀬に騙され生駒と無名を襲いかけたが、菖蒲の決死の行動を見て改心した。克城に捕らえられた際には、他の甲鉄城の仲間と共に反撃した。
最終話では美馬との戦いから戻った無名達を、甲鉄城メンバーと共に笑顔で出迎えた。

### 狩方衆

#### 主要人物
天鳥美馬（あまとり びば）
声 - 宮野真守
カバネを狩る精鋭部隊「狩方衆」総長。22歳。誕生日は12月6日。桃色髪オールバックの美青年。将軍家の長男であるが、今は勘当されている。部下からの人望は厚く、民衆からは「解放者」として賞賛される英雄。無名の命の恩人であり「兄様」と呼び慕われている。
実は本性は冷酷かつ嗜虐的な性格で、自分に害を為そうとした者を殺す際には笑顔を浮かべている。元は誠実な人物だったが、父「天鳥興匡」の臆病な性格のせいで歪んでしまう。無名に「弱い者は死ね」と教え込み、その本名を捨て「無名」と名乗らせた。独自に科学者と共にカバネとカバネリを研究しており、黒煙りの心臓と酷似した巨大な青白いカバネの心臓を克城で隠し持っている。入手経路は不明。
数多くの人間から命を狙われており、10年前に自身を陥れた者を探し、後にそれが父だったことを知る。磐戸駅でかねてよりの計画を実行に移し、それにより倒幕を行おうとする。
金剛郭にいる現将軍である父親に会うために、甲鉄城に捕らわれた演技を行い父親に謁見をして小刀に仕込まれた針で父親をカバネ化して兵士を煽り父親の抹殺に成功。そのまま金剛郭中に嘘の情報を流し混乱を助長する。
最終回では生駒と対峙し、美馬もまたカバネリであったことが判明する。最期は無名に心臓被膜を貫かれて死亡。
最終回の終盤に、恐らくは戦いで決着を着ける目的で瀕死の生駒へ白血漿を仕込んだ銃弾を撃ち込んでいた事が示唆された。
滅火（ほろび）
声 - 遠藤綾
狩方衆の一員。美馬の側近でカバネリの女性。美馬に道具として扱われていることを知っていながら、彼に従っている。美馬もそのことを認めていた。
磐戸駅で計画を実行に移した美馬により黒血漿を投与され、人工的な融合群体となって磐戸駅の大門を破壊する。自我を失い暴走状態となり、人型サイズになってもとまらず、美馬をも殺害しようとするが、一瞬だけ自我を取り戻し美馬に微笑むが、美馬に刺され死亡する。
瓜生（うりゅう）
声 - 石川界人
狩方衆の一員。狩方衆の中でも滅火に次ぐ実力者であり、リーダー格の一人、主に機動部隊を率いる。水色の髪に小柄なのが特徴。美馬を「総長」と呼び、自主性は捨て、美馬に全てを委ねた生き方をしている。
最終回では美馬に「部下達を生かせ」という命令を受け、生き残った狩方衆の部下達と共に甲鉄城に乗り込み菖蒲に保護を願い出て、その見返りに金剛郭脱出の線路を彼女に教えた。甲鉄城乗員の腕を切断した蕨を軽蔑したり、狩方衆に弟を殺された少女に頬を打たれて表情を変えたり、若干の人間味を見せる。
沙梁（さはり）
声 - 星野貴紀
狩方衆の一員。狩方衆をまとめる美馬の参謀。口髭と金髪の髪の毛が特徴。
最終回では生駒が生存していたことに驚愕して部下達と共に襲い掛かるが、黒血漿を打った生駒に全く歯が立たず、克城での体当たりを敢行するも黒血漿の力を帯びた生駒の左腕で車両ごと破壊されてしまう。最後は身一つで生駒に立ち向かうがツラヌキ筒で胸を貫かれ死亡した。
非重莊衛（あらた そうえい）
声 - 小形満
狩方衆の科学者。美馬と共に日々、カバネとカバネリの研究をしている。生駒を「野良のカバネリ」と呼ぶ。
美馬が磐戸駅を襲撃した際は美馬と共に菖蒲を人質に取っていたため、菖蒲を救いに来た来栖にガトリング砲で銃撃するが来栖に反撃され、克城から来栖と共に転落。消息不明となっていたが、二人とも生存していて、来栖に捕らわれた事が判明する。自身の行為を悪事と捉えていないため反省の素振りは示さず、来栖と共に金剛郭に向かうことに対して「無名の鵺降臨」に立ち会いたい一心で急かすものの、その一方で鵺と化した無名を救う方法を生駒に教える。その後は生駒と来栖と共に金剛郭に到着した模様だが、その後の行方は不明。

#### その他の隊員
四文（しもん）
声 - 木村雅史
無名の従者。美馬の命により、彼女と共に顕金駅を訪れていた。カバネの襲撃で傷を負い、無名に看取られながら自決する。
蕨（わらび）
声 - 早志勇紀
狩方衆の一員。顔の下半分を隠しているククリナイフの使い手。
妻を庇って4人分の献血を申し出た太助（たすけ、声 - 大隈健太）の左腕を切り落とし、献血させるという非道を見せた。甲鉄城の一行が反撃を始めた際には、生駒と逞生の連携により殴り倒された。
シオン
声 - 佐藤拓也
狩方衆の一員。茶髪の真ん中分け。ムガラと協力して、生駒を道連れに克城に轢かせようとしたが、二人掛りでは力及ばず失敗に終わった。
ムガラ
声 - 大西弘祐
狩方衆の一員。赤髪が特徴。シオンと協力して、生駒を道連れに克城に轢かせようとしたが、二人掛りでは力及ばず失敗に終わった。
セリ
声 - 大隈健太
狩方衆の一員。髭を生やしている。倭文駅を襲撃した大量のカバネを他の狩方衆とともに迎え討った。
ウドウ
声 - 拝真之介
克城の蒸気鍛冶師。克城を整備していたところ、生駒と美馬に手助けして貰った。

### その他の人物

#### 顕金駅
四方川堅将（よもがわ けんしょう）
声 - 土師孝也
顕金駅を治める四方川家当主。菖蒲の父。秩序を重んじる性格で、そのためならば冷酷な判断を下すことも辞さない。
甲鉄城が到着した夜、カバネの襲撃で駅の放棄を決め、自身は真っ先に甲鉄城へと向かう。しかしその途中でカバネと化し、助走中の甲鉄城を襲撃しひき殺される。
のちに彼の肉体の一部が機関部に引っ掛かり、高速走行へのギアの切り替えができなくなった。
渡貫（わたぬき）
声 - 藤原貴弘
老年の蒸気鍛冶師。顕金駅にて生駒や逞生など若い蒸気鍛冶師たちをまとめていた。
百矢（ももや）
声 - 佐々木義人
四方川家に仕える武士。顕金駅でカバネと交戦中に蒸気筒を掴まれ、カバネの群に引きずり込まれた。
信及（しの）
声 - 沢井美優
顕金駅の避難民。妊婦。子供を産むためにカバネに噛まれたことを隠していたが、産む前にカバネになってしまい無名に殺された。
胡瓜（きゅうり）、西瓜（すいか）
声 - 布施川一寛、宮武嵐
顕金駅の避難民たち。間瀬や萬鬼らと共に生駒、無名たちを甲鉄城から追い出そうとしていたが、侵入したワザトリによって殺された。

#### 八代駅
榎久（えのく）
声 - 松田健一郎
眼帯を付けた左脚が義足の男。元狩方衆で、無名の昔馴染。美馬暗殺を企む一派に雇われて彼を襲撃するが、呆気なく返り討ちに遭った。

#### 倭文駅
広塚（ひろつか）
声 - 小山剛志
倭文駅の当主。10年前に美馬を陥れた一人。倭文での美馬の暗殺を拒んでいたが、小源太に言いくるめられた。暗殺失敗後、沙梁たちによって拉致され、情報を引き出されたうえで美馬に殺された。
小源太（こげんた）
声 - 高口公介
美馬暗殺を企む将軍家五州廻り。榎久が暗殺に失敗した後、沙梁に殺された。
山崎（やまざき）
声 - 中博史
倭文駅の家老。広塚の命に従って菖蒲を冷遇していたが、彼女に魅かれて要求を全て呑んでしまう。

#### 磐戸駅
前田（まえだ）
声 - 布施川一寛
磐戸駅の若き当主。眼鏡をかけている。温厚な性格で、その性格が仇となり美馬に殺された。前田自身は10年前の美馬の事件には一切関与していないが、元当主は美馬を陥れた一人だった。
板垣（いたがき）
声 - 志村知幸
磐戸駅の重鎮。10年前に起こった美馬と現将軍（興匡）の確執を知っている。そのため、美馬のことを警戒していたが前田共々殺された。

#### 金剛郭
天鳥興匡（あまとり おきまさ）
声 - 大塚明夫
金剛郭の現将軍。美馬の父。オールバックの総髪で、口髭とあご髭を生やしている。将軍らしい大局を見た行動を取っている様に見えて、本性は自身を守る為ならどのような非道をも行う臆病な人物。
かつては幼い美馬と共に乗馬を楽しみ、小刀を与える等良き父の一面を見せていた。しかし、停電事故で狂乱し傷を負わせてしまった事から報復を恐れ、理不尽に疎み続けた末に勘当。10年前の九州奪還作戦で指揮下の軍ごとカバネの支配地域で意図的に孤立させ見殺しにしようとした。これが美馬の性格を歪める切っ掛けとなり、彼と狩方衆に恨まれる要因となった。
美馬が甲鉄城に捕らわれた演技を行い、自身に会いに来た際は謁見するが、返された小刀にカバネの血を塗った針が仕込まれていて感染、カバネとなってしまう。混乱の中美馬が扇動した兵士達に撃たれ、最期は美馬に殺害される。
牧野（まきの）
声 - 最上嗣生
金剛郭の老中。菖蒲の叔父でもあり、興匡が死亡して金剛郭が混乱に陥った後も彼女を支援した。
梶原（かじわら）
声 - 四宮豪
金剛郭の老中。混乱の最中、興匡をカバネ化させた仕組みに気づくも、美馬に呆気なく撃たれ死亡した。

#### 海門駅
駒井景之（こまい かげゆき）
声 - 三木眞一郎
海門城の城主。5年前に海門がカバネに攻め寄せられた際、海門を思い自ら先陣に立ったことでカバネに噛まれてしまった。その後、自らの首を絞めることで一命を取り留め、カバネリとなった。その際、カバネと恐れた天鳥幕府の武士たちに深雪を殺され、武士たちを殺害。その後、自らの娘である深雪を生き返らせるため、涙を流しながらも噛んでカバネにさせた。
鳴神作戦が決行された直後、海門城から海門駅に繋がる地下通路から大量のカバネを放出。地下通路内にも罠を張り巡って無名を追い込んだ。また、城の天守から狙撃銃を使って鳴神の砲身に血を撒き散らし、数多ものカバネを利用して鳴神を破壊、玄路軍を殲滅した。
生駒たちが城の天守に着いた際には、狙撃銃で樵人を狙撃し、無名を庇い説得に来た雲母に重症を負わせた。生駒を追い詰め、枷紐を外した無名と互角の戦いを繰り広げたが敗北。海門城の崩壊とともに高所から落ちかけた所を雲母に救われ、2人で海門城からの脱出を果たした。最期は、積もることのない雪を見つめ、雲母と2人で寄り添いながら静かに息を引き取った。
駒井深雪（こまい みゆき）
声 - 逢田梨香子
景之の愛娘。景之を庇い、彼を殺害しようとした武士達の放った銃弾を受けて死亡。その後、景之に噛まれカバネと化し、融合群体の心臓となった。
無名に倒された景之の姿を目にし、涙を流しながら花のような融合群体となって甲鉄城を襲撃した。侑那の案で四八式鎮守砲を食らった後、隧道にぶつけられて海門中に雪のようになって散って行った。
雲母（うんも）
声 - 花輪英司
海門駅の現当主で、景之の元家臣。故郷と民を守るため、連合軍と協力する。景之が武士たちに襲撃された際にも現場に居合わせており、「私は人かカバネか」と景之に尋ねられ躊躇したことを後悔している。
無名や巣刈らと共に海門城から海門駅に繋がっている地下通路の調査に出て、坑道を抜けて海門城の天守まで到着。景之に何度も説得を行ったが失敗し、無名を庇って銃剣で胸を突きさされ重傷を負う。
無名に倒され、海門城の崩壊とともに高所から落ちかけた景之の手を掴み、2人で海門城から脱出。最期は、積もることのない雪を見つめ、景之と2人で寄り添いながら静かに息を引き取った。
ハガネ
声 - 鷲見昂大
海門駅の民で、雲母の右腕的存在。海門城から繋がる地下通路の存在を甲鉄城一行に知らせる。鳴神作戦中は海門城に潜入した雲母に代わり、200人の民をまとめて保線作業を行った。
海門駅に平穏が戻った後、駅を去る甲鉄城一行を妻と息子と共に見送った。
ササラ
声 - ふじたまみ
ハガネの妻。のっぺを作って夫の帰りを待っていた。海門駅に平穏が戻った後、駅を去る甲鉄城一行を夫と息子と共に見送った。
ハリ
声 - 金魚わかな
ハガネとササラの息子。海門駅に平穏が戻った後、駅を去る甲鉄城一行を父母と共に見送った。

#### 北陸連合軍
玄路（くろじ）
声 - 手塚秀彰
信濃・玄路軍の大将。白髪の髪と口髭が特徴。3000体ものカバネを退治した実績を持つ自走臼砲・鳴神を利用し、海門城に取りつくカバネの巣を一網打尽にする作戦を決行する。
カバネリである生駒を侮蔑する、カバネを見下して生駒の忠告を無視する、1日前倒しで鳴神作戦を決行する等、指揮官としては能力に欠けている面も目立つ。
景之の策略で鳴神が破壊され、自軍の駿城内にカバネが侵入した際には自暴自棄になり、自ら駿城を運転して海門城に向けて特攻を仕掛けた。しかし、道中でワザトリによって頭を潰され死亡。そのまま多くのカバネを引き連れて自軍の駿城と共に崖下へ落下し、爆発四散した。
カガミ
声 - 間宮康弘
玄路軍の副官。七三分けで細目。連合軍の参謀として、鳴神作戦のブリーフィングを行った。自軍の駿城内にカバネが侵入した際には玄路と共に最後の生き残りとして奮戦したが、最期はワザトリが放った槍が首に突き刺さり死亡した。
マクモ
声 - ヤスヒロ
玄路軍の兵士。陣笠を被ったあごひげ。カバネリである生駒に対し敵意を向ける。カバネの疑いがかかった生駒を独房に入れた際には看守を務め、非道を繰り返した。最終的には生駒の怒りを買い、自身の蒸気銃を奪われた。その後の消息は不明。
ジャコウ
声 - 大隈健太
玄路軍の兵士。赤髪。カバネリである生駒に対し敵意を向ける。「きちい」が口癖。鳴神作戦開始時に甲鉄城一行を追跡し、運悪く地下通路から出現した大量のカバネに襲われ、首を引きちぎられ死亡。
虎落（もがり）
声 - ボルケーノ太田
越後・虎落軍の大将。兜を被り、大柄な体格と豪快な髭が特徴。カバネに覆われ、通行不能となった海門駅を玄路と共に奪還し、我が物にしようと目論む。
鳴神作戦が失敗した際には戦線から退却しようとしていたが、菖蒲に「怯えて民草を守らぬ武士はカバネと変わらない」と説法されたことで改心。海門城が崩壊する最後まで甲鉄城一行を援護し続けた。
カンロ、トウジ、ゲントウ
声 - 東龍一、遠藤大智、村上裕哉
虎落軍の兵士たち。鳴神作戦が失敗した際には虎落と共に撤退しようとしていたが、改心した虎落の指示に従い、海門城が崩壊する最後まで甲鉄城一行を援護し続けた。

### 番外編の人物
若乃（わかの）
番外編小説 追憶の邑に登場する、白拍子姿の謎の少女。侑那や無名と縁がある。
ゆきちゃん
特典ドラマCD 第6.5話【誘惑する獣】に登場する、オコジョを模した黒煙り。あまりの可愛さに来栖以外の甲鉄城乗員がメロメロになる。
コテツ
特典ドラマCD 第6.5話【誘惑する獣】に登場する、来栖が昔飼っていた、くりっとした目がかわいいハツカネズミ。

### ゲーム版の人物

#### 勝木駅出身の孤児
要（かなめ）
声 - 小松昌平
ゲーム版の主人公。猪突猛進タイプで喧嘩っ早い。袖のない着物を着ている。葉矢や千尋と同様、八鳥に雇われるまでは拾い屋として生計を立てていた。家族を助けてくれなかったと言う理由で武士を嫌っている。武器はメリケン型のナイフ。
葉矢（はや）
声 - 黒沢ともよ
ゲーム版のヒロイン。誕生日は5月1日。黒いショートヘアとへそ出しルックが特徴的な少女。幼い頃から要と家族として暮らしてきた。どんな時も明るく振舞っているが、過去に父親から一方的な暴力を振るわれた事があり、暴力を振るわれると恐怖心で周りが見えなくなるトラウマを抱えている。武器は二丁の銃。
千尋（ちひろ）
声 - 梅原裕一郎
孤児の家族のことを常に考えており、誰よりも絆を大切にする少年。合理主義者。バンダナと左目用のモノクルが特徴的で、猟銃のような武器でカバネと戦う。

#### 國鉄衆
八鳥（やとり）
声 - 五十嵐裕美
國鉄衆の一員として鉄道網を管理している女性で、軍服を着ている。勝木駅を襲われ行く宛がなかった要達を御用人として雇う。

## 用語

### 生物・組織
カバネ
不死の怪物。生前よりも身体能力が強化されている。人間に対し吸血行動を取り、一定時間噛み付けば相手が絶命していなくても次の標的に向かう。身体に付けられた傷はすぐに塞がり、頭部が破壊されても活動を続ける。倒すには心臓を破壊する必要があり、破壊しない限りは人間の血を求めて生き続ける。心臓は「心臓被膜」と呼ばれる金属の様な組織に覆われており、刀や通常の銃弾では貫通困難であり、破壊には高度な技術が求められる。カバネに傷を負わされた場合、大半の人間は出血多量で一時的に死亡(凝死)するが、一定時間が経つと心臓が発光しカバネとして蘇る。また、死亡しなかった人間でも3日程度の潜伏期間を経過した後に凝死を経てカバネとなる。
ワザトリ
戦を重ねて戦い方を覚えた特殊なカバネ。刀や体術を駆使する個体もおり、非常に手強い。4話に登場した個体は来栖を負傷させ、5話に登場した個体は無名を戦闘不能に追い込んでいる。
海門決戦では銅藍（どうらん）という名のワザトリが登場。無名を苦しめた。
融合群体（ゆうごうぐんたい）
黒煙り（くろけぶり）とも呼ばれる。無数のカバネが寄り集まり巨大な人型のカバネを形成している。人やカバネを問わず吸収し更に巨大になることができる。青白く光る心臓のカバネを倒せれば群体を霧散させることができる。
鵺（ヌエ）
カバネリを心臓にし、人工的に作られた融合群体。狩方衆でも研究が行われており、青白い液体を投与することにより作り出している。
カバネリ
人間でもカバネでもない存在。カバネの身体能力と人の心を持ち、容姿は人間と変わらないが、心臓部に心臓被膜ができている。空腹になるとカバネ同様人間の血を必要とする。いずれはカバネと化すと言われている。
狩方衆（かりかたしゅう）
天鳥美馬（あまとり びば）が率いる対カバネの精鋭部隊。カバネに対しては連戦連勝で、カバネを一掃して土地を取り返したことから英雄とされている。対カバネ装備としてカバネの心臓皮膜でコーティングした刀や迫撃焼夷弾および自動二輪車などを多数保有・運用している。移動拠点となる駿城内ではカバネの研究を行っており、内部に大量のカバネが捕獲されている。
最終話では生駒に克城の破壊および沙梁を殺害され、最終的に総長の美馬も無名に殺害されたことで狩方衆は壊滅した。だが、機動部隊を率いる瓜生と何名かの狩方衆の一員が生き残り、瓜生が金剛郭脱出の線路を菖蒲達に教え、甲鉄城で共に金剛郭を脱出した。
北陸連合軍（ほくりくれんごうぐん）
信濃・玄路軍、越後・虎落軍、海門の民（海門衆）が、カバネから海門の地を奪取する目的で結成した連合軍。玄路軍のみ大将が死亡するなど壊滅状態に陥ったが、虎落軍と海門の民への損害は甲鉄城一行の活躍もあり少なかった。

### 地理
日ノ本（ひのもと）
劇中の舞台となる島国。地理や戦国時代末期までの歴史は史実の日本に近いが、以降300年は大きく異なり、幕府は鎖国を実行しておらず、寧ろ諸外国と積極的に文化交流し、海外技術の導入にも意欲的だった。その結果が国中に張り巡らされた鉄道網や異様に発達した蒸気機関として表れている。西洋で発生したカバネが日ノ本に上陸するまでに、当時の将軍により各地の重要拠点は要塞化された。
駅（えき）
日ノ本全土に張り巡らされた鉄道網の要所に設置された砦の名称。周りを強固な城壁で固め、その中に多数の集落をつくり生活をしている。駅間でそれぞれの生産物を融通させることで生活が保たれている。
駅間との往来は基本的に駿城で行われ、カバネに城壁を突破された場合は放棄され廃駅となる。駅ではカバネを外部から入れない為に駿城が到着すると検閲を行い、カバネに感染した疑いのある人間は3日間牢に閉じ込められ、検査される決まりがある。
顕金駅（あらがねえき）
四方川家の治める駅。蒸気鍛冶や製鉄などの重工業が盛んであり、駿城の製造や整備の多くはここで行われるが、それゆえにカバネ流入の危険性の高い駅でもある。カバネに乗っ取られ暴走した扶桑城が市街へ突入し廃駅となった。
速谷駅（はやたにえき）
カバネに城壁を突破された廃駅。劇中では堅将の言及のみで登場。
八代駅（やしろえき）
甲鉄城が到着した時には融合群体により城壁を突破され廃駅となっていた。生存者は甲鉄城に救出された。
石凝駅（いしこりえき）
劇中では仁助の言及のみで登場。
倭文駅（しとりえき）
広塚の治める駅。噴流弾の技術と引き換えに、甲鉄城への補給や負傷者等の受け入れを行う。美馬の暗殺を目的に周囲から誘導したカバネの大群の襲撃を受けるが、狩方衆により撃退に成功する。
磐戸駅（いわとえき）
金剛郭へ至る最後の駅。討幕計画の発動で狩方衆が制圧した門からカバネを流入させられた上、それらを材料に造られた滅火を核とする鵺が城郭を破壊し崩壊した。
金剛郭（こんごうかく）
甲鉄城の運行表に記された目的地の一つ。将軍家のある天鳥幕府最大の要害であり、カバネ研究の最先端であるとされている。しかし、美馬の策略により呆気なく崩壊した。
海門駅（うなとえき）
飛騨山脈を越えるため、甲鉄城が訪れた北陸の要衝。呪いの地とも呼ばれている廃駅。5年前、カバネに覆われてから通行不能となっており、我が物にしようと目論む北陸連合軍の戦場と化していた。最終的には激戦を制し、駅として復活を果たした。

### 武器・兵器
駿城（はやじろ）
幕府の運営する駅間を走行する装甲機関車。英国で開発されたマクラキー機関と呼ばれる特殊な蒸気機関を動力源としており、先頭車両には武装が施されている。起動や連結器の制御など運用には親鍵（おやかぎ）が必要である。
甲鉄城（こうてつじょう）
作中の主舞台として登場する駿城。主に物資運搬に使用される。親鍵は菖蒲が所持する。八代駅にて、駅内に放置されていた四八式鎮守砲（よんぱちしきちんじゅほう）を追加搭載している。
扶桑城（ふそうじょう）
甲鉄城の後に顕金駅へ到着する予定だった駿城。顕金駅に到着時には乗員全員がカバネと化してしまい、速度を落とすことなく顕金駅へ突っ込んでしまった。顕金駅が廃駅となる原因となった。
克城（こくじょう）
狩方衆が拠点とする駿城。駅外でカバネと戦うため、迫撃砲などを多数備える。また、カバネの研究やカバネリの身体検査を行う恙所と呼ばれるブロックを持つ。最終話では沙梁が黒血漿を打った生駒を克城で轢き殺そうとしたが、生駒に左腕で破壊された。
自決袋（じけつぶくろ）
お椀型の小型指向性爆弾。カバネに噛まれた際、カバネ化する前に心臓部分に当てて爆破させる。日ノ本の民一人一人に、幕府から配布されている。作中では、カバネに対する攻撃手段としても用いられている。
蒸気銃（じょうきじゅう）
上質な火薬の大量生産が難しくなったことで火薬銃に代わって導入された、蒸気圧を用いた銃。別名「蒸気筒」。背負って携行可能な大圧力ボイラーであるマクラキー機関により、実用化された。連射こそできないが、改良によりマガジン給弾式となっており、それまでの先込め式火薬銃に比べて、高い利便性と威力を持つ。武士が持つ一般的な武器だが、鉛の弾丸ではカバネに対して威力不足であり、同じ箇所に数発当てなければ心臓被膜を貫くことができない。後に鈴木がツラヌキ筒の噴流弾を参考にしてアレンジを加えた弾丸が開発され、カバネの心臓皮膜でコーティングした刀と共にカバネに対抗できる武器になった。
ツラヌキ筒（-づつ）
生駒と逞生が共同で考案・製作した対カバネ武器。鋲打機を改造した射出機内に噴流弾を装填し、これを起爆させる事でカバネの心臓皮膜を貫通する威力の金属噴流を射出する。長年の試行錯誤の末、顕金駅にカバネが侵入した日に完成する。構造上標的に肉薄する必要はあるものの、心臓に命中させれば一撃必殺の威力を誇る。
噴流弾（ふんりゅうだん）
特殊な金属板と火薬を詰めた弾丸。
白血漿（しろけっしょう）・黒血漿（くろけっしょう）
狩方衆で開発された薬剤であり、白血漿は融合群体の心臓被膜を溶かすことができ、黒血漿はカバネ化の促進剤である。
自走臼砲・鳴神（じそうきゅうほう・なるかみ）
信濃・玄路軍が有する超大口径の臼砲を搭載した自走砲。武蔵の地では3000体のカバネリを退治した実績を持つ。海門城にとりつくカバネの巣を一網打尽にするため使用されたが、景之の戦略により破壊された。

## スタッフ
- 監督 - 荒木哲郎[23]
- 助監督 - 田中洋之[14]
- シリーズ構成 - 大河内一楼[23]
- キャラクター原案 - 美樹本晴彦[14]
- アニメーションキャラクターデザイン - 江原康之[23]
- アクションアニメーター - 川野達朗、世良悠子
- チーフメイクアップアニメーター - 松本幸子
- コンセプトアート&デザイン - 森山洋[14]
- デザインワークス - 形部一平[14]
- コンセプトボード - 吉田史朗[14]
- プロップデザイン - 常木志伸[14]
- 設定統括 - 笠岡淳平[14]
- 美術デザイン - 谷内優穂[14]、曽野由大[14]、青木薫[14]
- 美術監督 - 吉原俊一郎[14]
- 色彩設計 - 橋本賢[14]
- 撮影監督 - 山田和弘[14]
- CGディレクター - 藪田修平[14]
- 編集 - 肥田文[14]
- 音響監督 - 三間雅文[14]
- 音響効果 - 倉橋静男[14]
- 音楽 - 澤野弘之[14]
- 音楽制作 - フジパシフィックミュージック
- 音楽プロデューサー - 佐野弘明、舩橋宗寛
- チーフプロデューサー - 山本幸治、和田丈嗣
- プロデューサー - 岡安由夏、新宅洋平
- アニメーションプロデューサー - 岡田麻衣子
- アニメーション制作 - WIT STUDIO[23]
- 製作 - カバネリ製作委員会（フジテレビジョン、WIT STUDIO、アニプレックス、関西テレビ放送、京楽産業ホールディングス、電通）

## 主題歌
オープニングテーマ「KABANERI OF THE IRON FORTRESS」
作詞・作曲・編曲 - ryo / 歌 - EGOIST
エンディングテーマ
「ninelie」（第2話 - 第10話、第12話）
作詞・作曲・編曲 - 澤野弘之 / 歌 - Aimer with chelly
「Through My Blood <AM>」（第11話）
作詞 - cAnON. / 作曲・編曲 - 澤野弘之 / 歌 - Aimer
挿入歌
「KABANERIOFTHEIRONFORTRESS」（第1話、第4話、第6話、第12話）
作詞 - cAnON. / 作曲・編曲 - 澤野弘之 / 歌 - Eliana
「Warcry」（第2話）
作詞 - Benjamin Anderson & mpi / 作曲・編曲 - 澤野弘之 / 歌 - mpi
「JAnoPAN」（第10話）
作曲・編曲 - 澤野弘之 / 歌 - mpi
「Through My Blood」（第4話）
作詞 - cAnON. / 作曲・編曲 - 澤野弘之 / 歌 - 小林未郁
「Next of Kin」（第7話）
作詞 - Benjamin Anderson & mpi / 作曲・編曲 - 澤野弘之 / 歌 - Benjamin Anderson
「Grenzlinie」（第12話）
作詞 - Rie / 作曲・編曲 - 澤野弘之 / 歌 - Cyua
「1coma」（第12話）
作詞 - cAnON. / 作曲・編曲 - 澤野弘之 / 歌 - 小林未郁
「icon」（第7話）
作詞 - cAnON. / 作曲・編曲 - 澤野弘之 / 歌 - Eliana

## 各話リスト
| 話数     | サブタイトル | 脚本       | 絵コンテ                   | 演出                                | 作画監督 | 総作画監督                 |
| -------- | ------------ | ---------- | -------------------------- | ----------------------------------- | --- | -------------------------- |
| 第一話   | 脅える屍     | 大河内一楼 | 荒木哲郎                   | 荒木哲郎 渡邉徹明 田中洋之          | 齊藤卓也、手塚響平、江原康之、丸藤広貴 | 江原康之                   |
| 第二話   | 明けぬ夜     | 大河内一楼 | 大原実 荒木哲郎            | 田中洋之                            | 千葉崇明、荒尾英幸、胡拓磨、丸藤広貴 | 丸藤広貴 江原康之          |
| 第三話   | 捧げる祈り   | 大河内一楼 | 笹嶋啓一                   | 江副仁美                            | 手塚響平、神谷友美、池田早香 野崎あつこ、世良悠子 | 浅野恭司 江原康之          |
| 第四話   | 流る血潮     | 大河内一楼 | 宮地☆昌幸                  | 渡邉徹明                            | 加藤万由子、大杉尚広、山本祐子 胡拓磨、神谷友美 | 江原康之 丸藤広貴          |
| 第五話   | 逃げられぬ闇 | 瀬古浩司   | 平川哲生                   | 青柳宏宜                            | 高部光章、荒尾英幸、千葉崇明 | 江原康之 丸藤広貴          |
| 第六話   | 集う光       | 瀬古浩司   | 熊澤祐嗣                   | 赤松康裕                            | 野崎あつこ、手塚響平、池田早香、今西亨 神谷友美、松尾真彦、大杉尚広、胡拓磨                                                                                            | 丸藤広貴 浅野恭司 江原康之 |
| 第七話   | 天に願う     | 大河内一楼 | 大原実                     | 上野史博 長山延好                   | 齋藤雅和、門智昭、神谷友美、千葉崇明 野崎あつこ、池田早香、荒尾英幸 | 丸藤広貴 浅野恭司 江原康之 |
| 第八話   | 黙す狩人     | 大河内一楼 | 平川哲生                   | 江副仁美 森邦宏 田中洋之            | 大杉尚広、松尾真彦、張紹偉、今西亨 山本祐子、野崎あつこ、池田早香 板倉健、加藤万由子、荒尾英幸                                                                         | 丸藤広貴 浅野恭司 江原康之 |
| 第九話   | 滅びの牙     | 大河内一楼 | 熊澤祐嗣 平尾隆之          | 渡邉徹明 青柳宏宜 田中洋之          | 千葉崇明、荒尾英幸、胡拓磨 野崎あつこ、松尾真彦、池田早香 大杉尚広、土屋祐太、齋藤雅和                                                                                 | 丸藤広貴 浅野恭司 江原康之 |
| 第十話   | 攻め上ぐ弱者 | 瀬古浩司   | 佐藤雄三                   | 佐々木勅嘉 赤松康裕 田中洋之        | 神谷友美、今西亨、張紹偉、松尾真彦 大杉尚広、千葉崇明、野崎あつこ、山本祐子 荒尾英幸、池田早香、土屋祐太、胡拓磨                                                       | 丸藤広貴 浅野恭司 江原康之 |
| 第十一話 | 燃える命     | 大河内一楼 | 山本秀世                   | 森邦宏 江副仁美 田中洋之            | 野崎あつこ、胡拓磨、荒尾英幸、千葉崇明 池田早香、松尾真彦、神谷友美、門脇聡 大杉尚広、板倉健、土屋祐太 門倉世央子、山本祐子、加藤万由子                                | 丸藤広貴 浅野恭司 江原康之 |
| 最終話   | 甲鉄城       | 大河内一楼 | 平尾隆之 熊澤祐嗣 荒木哲郎 | 青柳宏宜 平尾隆之 田中洋之 荒木哲郎 | 千葉崇明、荒尾英幸、大杉尚広、胡拓磨 野崎あつこ、張紹偉、池田早香、松尾真彦 神谷友美、今西亨、門脇聡、土屋祐太 山本祐子、手塚響平、板倉健 齋藤雅和、加藤裕美、田中将賀 | 丸藤広貴 浅野恭司 江原康之 |

## 放送局・配信
| 放送期間               | 放送時間                     | 放送局             | 対象地域   | 備考 |
| ---------------------- | ---------------------------- | ------------------ | ---------- | ---- |
| 2016年4月8日 - 7月1日  | 金曜 0:55 - 1:25（木曜深夜） | フジテレビ         | 関東広域圏 |      |
|                        |                              | 岩手めんこいテレビ | 岩手県     |      |
|                        |                              | さくらんぼテレビ   | 山形県     |      |
|                        | 金曜 1:00 - 1:30（木曜深夜） | テレビ愛媛         | 愛媛県     |      |
|                        | 金曜 1:20 - 1:50（木曜深夜） | 秋田テレビ         | 秋田県     |      |
|                        | 金曜 1:35 - 2:05（木曜深夜） | テレビ静岡         | 静岡県     |      |
|                        | 金曜 1:45 - 2:15（木曜深夜） | 新潟総合テレビ     | 新潟県     |      |
|                        |                              | テレビ熊本         | 熊本県     |      |
|                        | 金曜 1:55 - 2:25（木曜深夜） | 福島テレビ         | 福島県     |      |
|                        |                              | 関西テレビ         | 近畿広域圏 |      |
|                        |                              | テレビ西日本       | 福岡県     |      |
|                        | 金曜 2:00 - 2:30（木曜深夜） | テレビ新広島       | 広島県     |      |
|                        | 金曜 2:05 - 2:35（木曜深夜） | 鹿児島テレビ       | 鹿児島県   |      |
|                        | 金曜 2:10 - 2:40（木曜深夜） | 仙台放送           | 宮城県     |      |
|                        | 金曜 2:20 - 2:50（木曜深夜） | 東海テレビ         | 中京広域圏 |      |
| 2016年4月9日 - 7月2日  | 土曜 0:55 - 1:25（金曜深夜） | サガテレビ         | 佐賀県     |      |
| 2016年4月11日 - 7月4日 | 月曜 1:15 - 1:45（日曜深夜） | 北海道文化放送     | 北海道     |      |
| 2016年4月20日 -7月6日  | 水曜 1:55 - 2:25（火曜深夜） | 長野放送           | 長野県     |      |

| 配信期間              | 配信時間                  | 配信サイト             | 備考                                |
| --------------------- | ------------------------- | ---------------------- | ----------------------------------- |
| 2016年4月8日 - 7月1日 | 金曜 3:00（木曜深夜）更新 | Amazonプライム・ビデオ | 第1話は4月7日（木）0:00から先行配信 |

2016年4月15日より放送・配信予定だった第2話は、前日に発生した熊本地震の影響により放送休止され、翌週に順延された。

## 劇場版

### 甲鉄城のカバネリ 総集編
2016年12月31日に『甲鉄城のカバネリ 総集編 前編 集う光』（こうてつじょうのカバネリ そうしゅうへん ぜんぺん つどうひかり）が、2017年1月7日に『甲鉄城のカバネリ 総集編 後編 燃える命』（こうてつじょうのカバネリ そうしゅうへん こうへん もえるいのち）が各2週間限定のPG12指定で全国ロードショーされた。劇場来場者には、ドラマCD「話劇 甲鉄城のカバネリ 時雨の夢」前・後編が配布される。
2016年12月22日（木）、新宿ピカデリーにて「豪華キャスト舞台挨拶付き完成披露プレミアム上映会」が実施された。
「甲鉄城のカバネリ 海門決戦」が劇場上映されることを記念して、前編「集う光」が2019年4月30日深夜2時25分から、後編「燃える命」が5月7日深夜2時15分からフジテレビ系で2週連続で地上波初放送。

#### スタッフ
- 監督 - 荒木哲郎[33][34]
- シリーズ構成・脚本 - 大河内一楼[33][34]
- キャラクター原案 - 美樹本晴彦[33][34]
- アニメーションキャラクターデザイン・総作画監督 - 江原康之[33][34]
- 音楽 - 澤野弘之[33][34]
- 制作会社 - WIT STUDIO[33][34]

#### 主題歌
- 【ED】SawanoHiroyuki[nZk]:Aimer「ninelie <cry-v>（ナインリィ クライバージョン）」

### 甲鉄城のカバネリ 海門決戦
2018年3月8日に開催されたPlus Ultra/Fuji Televisionアニメラインナップ発表会2018にて、テレビシリーズから半年後を描く中編アニメーション映画『甲鉄城のカバネリ 海門決戦』の製作が発表され、2019年5月10日に公開された。2019年9月13日からは、Netflixにより日本国外で配信がされている。
第23回文化庁メディア芸術祭アニメーション部門審査委員会推薦作品。

#### あらすじ
金剛郭の崩壊から約半年。天鳥幕府という要を失った日ノ本は、いくつかの勢力圏に分かれ、それぞれがカバネとの戦いを強いられていた。
熾烈な戦を潜り抜けながらも旅を続ける甲鉄城は、飛騨山脈を越えるため北陸の要衝海門駅(うなとえき)にいた。5年前、カバネに覆われ通行不能となっていた海門は、そこを取り戻して我が物にしようと目論む北陸連合軍の戦場となっていた。

#### スタッフ
- 監督・脚本 - 荒木哲郎[36]
- シリーズ構成 - 大河内一楼[36]
- キャラクター原案 - 美樹本晴彦[36]
- アニメーションキャラクターデザイン・総作画監督 - 江原康之[36]
- 音楽 - 澤野弘之[36]
- アニメーション制作 - WIT STUDIO[36]

#### 主題歌
「咲かせや咲かせ」
作曲・編曲 - ryo（supercell） / 歌 - EGOIST

#### 全国映画動員ランキング
- 2019年5月11日～5月12日の全国映画動員ランキングで10位であった[37]。

## Webラジオ
『カバネリツアーズ（第1期）』のタイトルで音泉にて配信されたWebラジオ番組。2016年3月31日（第1回）から7月21日（第17回）まで毎週木曜日更新、8月4日（第18回）から最終回の10月27日（第24回）まで隔週木曜日更新。音泉文化祭内の公開録音回は、11月25日に第25回として配信された。
ソーシャルゲームの配信に合わせて、2018年10月10日（第1回）から12月19日（第10回）まで『カバネリツアーズ -乱-（第2期）』のタイトルで音泉にて毎週水曜日に配信された。
概要
- 当コンテンツの最新情報や魅力を発信する番組。甲鉄城に乗って日本全国を巡っていくという設定の下で番組が進行。
- パーソナリティがお互い主従関係に近い役割の元で進行するようになってからは、コーナーを含む番組自体の趣向もその方面に傾き、別名・愛称が「KDR（クソドMラジオ）」と呼ばれるようになった[39]。

パーソナリティ
- 甲鉄城 運転手：畠中祐（生駒 役）
  - キャッチフレーズ：た〜すくすく成長中 畠中祐です
- 甲鉄城 車掌：千本木彩花（無名 役）
  - キャッチフレーズ：この〜木 何の木 千本木 千本木彩花です

ゲスト
第1期
- 甲鉄城 乗客：増田俊樹（来栖 役） - 第19回
  - キャッチフレーズ：油マシマシ 野菜マスマス 増田俊樹です
- 甲鉄城 乗客：内田真礼（菖蒲 役） - 第20回
- 甲鉄城 乗客：伊瀬茉莉也（侑那 役） - 第23回

第2期
- 甲鉄城 乗客：小松昌平（要 役） - 第2回
  - キャッチフレーズ：コマッチョマッチョ ムキムキマッチョ 小松昌平です
- 甲鉄城 乗客：黒沢ともよ（葉矢 役） - 第3回、第4回
  - キャッチフレーズ：もよちーまだまだよちよち歩き 黒沢ともよです
- 甲鉄城 乗客：荒木哲郎（アニメ監督） - 第10回

コーナー
- ふつおた - アニメ、ラジオの感想、ラジオ各回で巡っている地域の情報など、普通のお便りを紹介する。

第1期
- カバネ目撃情報 - ラジオ各回で巡っている地域特有のカバネの目撃情報を募集するコーナー。
- 無名様に叱られたい - つかみどころの無いキャラである無名に叱られたいリスナーを募集するコーナー。無名を演じている千本木が訳ありリスナーを次々に叱っていく。
- ツラヌキ筒の正しい使い方 - カバネを撃退する以外でのツラヌキ筒の使用法をリスナーから募集するコーナー。
- 逃げない宣言 - 生駒の「俺は逃げない！」のセリフのように、リスナーから「俺は/私は○○から逃げない！」というフレーズを募集し、番組ジングルとして紹介する。
- 無名様に言わせたい！ - 無名に褒められたい、照れられたい等の願望を持つリスナーから意見を募集するコーナー。
- カバネリパッケージで一言 - 当アニメのDVD/Blu-ray パッケージ各表紙に描かれている登場キャラクターが言いそうなセリフを募集し、番組ジングルとして紹介する。
- 無名デート - 無名とのデートプランをリスナーから募集して発表し、千本木がそれを「あり」か「なし」かで判定する。
- 畠中ダイナマイト - ラジオ内でドMキャラを通している畠中に対して、リスナーからお仕置きの一言を募集するコーナー。

第2期
- 無名様に褒められたい  - 無名に褒められたいリスナーを募集するコーナー。
- 畠中更生施設 - ラジオ内での畠中の「ドMキャラ」についてリスナーから更生案を募集するコーナー。当コーナーはDMM GAMESの提供で「畠中カメラ」というカメラが設置され、畠中が更生される様が動画として公開される。
- 生駒が一言、無名が一言 - 「畠中に言わせたい生駒っぽいセリフ」「千本木様に言っていただきたい無名っぽいセリフ」をリスナーから募集し、番組ジングルで畠中・千本木が読み上げる。

公開録音・特番
カバネリツアーズ ラジオCD発売記念公開録音
- 開催日 - 2016年7月17日
- 会場 - 東京国際交流館
- 音源配信 - 第17回（2016年7月21日）

＜音泉＞文化祭2016内開催「カバネリツアーズ 公開録音」
- 開催日 - 2016年11月20日
- 会場 - 3331 Arts Chiyoda
- 音源配信 - 第25回（2016年11月25日）

カバネリツアーズ-乱- アニメ好きも、ゲーム好きも、ドMも集まりな祭
- 配信日 - 2018年12月29日
- 配信局 - ニコニコ生放送、Twitter Periscope、YouTube Live
- ゲスト - 小松昌平、黒沢ともよ

| Vol.                                              | 発売日                       | 内容                                           | 過去配信回                   | 規格品番                     |
| ラジオCD「カバネリツアーズ」                      | ラジオCD「カバネリツアーズ」 | ラジオCD「カバネリツアーズ」                   | ラジオCD「カバネリツアーズ」 | ラジオCD「カバネリツアーズ」 |
| ------------------------------------------------- | ---------------------------- | ---------------------------------------------- | ---------------------------- | ---------------------------- |
| 1                                                 | 2016年7月27日                | 新規録りおろし                                 | 第1回 - 第8回                | TBZR-0691/2                  |
| 2                                                 | 2016年9月28日                | 新規録りおろし                                 | 第9回 - 第16回               | TBZR-0724/5                  |
| 3                                                 | 2016年11月15日               | 新規録りおろし ゲスト：宮野真守（天鳥美馬 役） | 第18回 - 第24回              | TBZR-0754/0755               |
| DJCD「カバネリツアーズ ドMカバネ謹製 千本木大会」 |                              |                                                |                              |                              |
|                                                   | 2016年9月28日                | 「無名様に言って欲しいセリフ」を可能な限り収録 |                              | TBCR-0734                    |

## BD / DVD
| 巻 | 発売日         | 収録話         | 規格品番     | 規格品番     |
| 巻 | 発売日         | 収録話         | BD限定版     | DVD限定版    |
| -- | -------------- | -------------- | ------------ | ------------ |
| 1  | 2016年6月22日  | 第1話 - 第4話  | ANZX-12151/2 | ANZB-12151/2 |
| 2  | 2016年8月24日  | 第5話 - 第8話  | ANZX-12153/4 | ANZB-12153/4 |
| 3  | 2016年10月26日 | 第9話 - 第12話 | ANZX-12155/6 | ANZB-12155/6 |

| 巻 | 発売日        | 収録話                      | 規格品番     | 規格品番     |
| 巻 | 発売日        | 収録話                      | BD限定版     | DVD限定版    |
| -- | ------------- | --------------------------- | ------------ | ------------ |
| -  | 2019年4月24日 | 前編 集う光、 後編 燃える命 | ANZX-15015/6 | ANZB-15015/6 |

| 巻 | 発売日         | 収録話 | 規格品番     | 規格品番     |
| 巻 | 発売日         | 収録話 | BD限定版     | DVD限定版    |
| -- | -------------- | ------ | ------------ | ------------ |
| -  | 2019年12月11日 | -      | ANZX-15017/8 | ANZB-15017/8 |

## CD
| タイトル                                         | 発売日        | 規格品番   |
| ------------------------------------------------ | ------------- | ---------- |
| 澤野弘之「甲鉄城のカバネリ ORIGINAL SOUNDTRACK」 | 2016年5月18日 | SVWC-70149 |
| 甲鉄城のカバネリ COMPLETE SOUNDTRACK             | 2019年4月23日 |            |

## メディアミックス

### 漫画
吉田史朗によるコミカライズが『月刊コミックガーデン』（マッグガーデン）にて、2016年6月号から2018年12月号まで連載された。
- 吉田史朗（作画）『甲鉄城のカバネリ』、マッグガーデン〈BLADE COMICS〉、全4巻
  1. 2016年12月10日発売、ISBN 978-4-8000-0635-6
  2. 2017年8月10日発売、ISBN 978-4-8000-0706-3
  3. 2018年4月10日発売、ISBN 978-4-8000-0758-2
  4. 2018年12月10日発売、ISBN 978-4-8000-0812-1

### 小説
笠岡淳平による前日譚『小説 甲鉄城のカバネリ 暁』と外伝『小説 甲鉄城のカバネリ 追憶の邑』、および三輪清宗によるノベライズ『甲鉄城のカバネリ 上・下』がマッグガーデンノベルス（マッグガーデン）より出版された。
- 笠岡淳平（著）『小説 甲鉄城のカバネリ 暁』、マッグガーデン〈マッグガーデンノベルス〉、2016年6月10日発売、ISBN 978-4-8000-0593-9
- 三輪清宗（著）『小説 甲鉄城のカバネリ』、マッグガーデン〈マッグガーデンノベルス〉

1. 上、2016年7月9日発売、ISBN 978-4-8000-0594-6
2. 下、2016年8月10日発売、ISBN 978-4-8000-0595-3

- 笠岡淳平（著）『小説 甲鉄城のカバネリ 追憶の邑』、マッグガーデン〈マッグガーデンノベルス〉、2017年2月28日発売、ISBN 978-4-8000-0656-1

### 舞台
- 舞台×脱出ゲーム：2.5 Escape Stage「甲鉄城のカバネリ」[41]

オリジナルストーリーで展開。謎解きパート(60分)とその前後にあるステージパート(各20分)で構成された、謎解きパートは回替わりで2種類あり、観客も甲鉄城の一員として登場人物たちと協力しながら、ミッションを遂行する形となっていた。脚本・演出は松崎史也。
＜上演日程＞
2017年1月6日 - 12日、会場：シアター1010
＜キャスト＞
- 生駒 - 伊崎龍次郎
- 無名 - 高橋紗妃
- 菖蒲 - 小瀬田麻由
- 来栖 - 財木琢磨
- 逞生 - 竹内諒太
- 巣刈 - 田口涼
- 吉備土 - 横山真史
- 士断 - 船木政秀
- 巳藏 - 阿部大輝
- 拾禊 - 崎山つばさ
- ワザトリ、他（アンサンブル）：菅原健志、北村海、石田颯己、野邉大地、小林賢祐、髙久健太、佐藤和斗、種田凜翔、高橋凌、矢田智久、近藤亮磨、五十嵐晴香、山際絵礼奈、松田祐里佳

### ゲーム
『甲鉄城のカバネリ -乱- 始まる軌跡（みちあと）』『夜明けの舞花』
Plus Ultra/Fuji Televisionアニメラインナップ発表会2018(2018年3月8日18:00～)にて新情報が解禁された。本編と『海門決戦』をつなぐ物語が展開される。
当初は2018年夏にDMM GAMESから配信予定だったが、最終的に2018年12月19日15時00分より正式リリースとなった。
2019年7月からの長期メンテナンスの末、2020年7月3日に『夜明けの舞花』へリニューアル。2021年2月18日サービス終了。

### ドラマCD
『甲鉄城のカバネリ 電信報告 鈴木鍛左衛門殺人事件』
2019年4月26日発売。本作では、生駒や無名をはじめとした主人公チーム、ゲーム『甲鉄城のカバネリ-乱-』から要・葉矢・千尋の3名も出演。『乱』から劇場アニメーション『甲鉄城のカバネリ 海門決戦』へ向かう途上の新ストーリー。

### パチンコ・パチスロ
- パチンコ：P甲鉄城のカバネリ（2021年4月、サミー）[44]
- パチンコ：P甲鉄城のカバネリ ～4,000連激ver.～（2023年6月、サミー）
- パチスロ：パチスロ甲鉄城のカバネリ（2022年7月、サミー）[45]

## 受賞歴
- ニュータイプアニメアワード2016
  - キャラクターデザイン賞：キャラクター原案 - 美樹本晴彦、アニメーションキャラクターデザイン - 江原康之
  - サウンド賞：澤野弘之
  - 脚本賞：大河内一楼
  - スタジオ賞：WIT STUDIO
  - 作品賞（TV部門）